# Crystal Ball (álbum de Styx)
Crystal Ball es el sexto álbum de estudio de la banda estadounidense Styx, publicado el 1 de octubre de 1976. El disco marcó el debut del nuevo guitarrista de la banda, Tommy Shaw, quien aportó la voz principal en la canción "Mademoiselle".

## Lista de canciones
| Lado A |                |                                                    |          |  |
| N.º    | Título         | Vocalista principal                                | Duración |  |
| 1.     | «Put Me On»    | Young (verses), DeYoung (bridge after guitar solo) | 4:56     |  |
| 2.     | «Mademoiselle» | Shaw                                               | 3:57     |  |
| 3.     | «Jennifer»     | DeYoung                                            | 4:16     |  |
| 4.     | «Crystal Ball» | Shaw                                               | 4:32     |  |

| Lado B |                           |                     |          |  |
| N.º    | Título                    | Vocalista principal | Duración |  |
| 5.     | «Shooz»                   | Shaw                | 4:44     |  |
| 6.     | «This Old Man»            | DeYoung             | 5:11     |  |
| 7.     | «Clair de Lune/Ballerina» | DeYoung             | 7:09     |  |

## Créditos
- Dennis DeYoung – voz, teclados
- James Young – voz, guitarras
- Tommy Shaw – voz, guitarras
- Chuck Panozzo – bajo
- John Panozzo – batería, percusión

## Listas
Álbum – Billboard (Estados Unidos)
| Año  | Lista      | Posición |
| ---- | ---------- | -------- |
| 1976 | Pop Albums | 66       |

Sencillos – Billboard (Estados Unidos)
| Año  | Sencillo       | Lista       | Posición |
| ---- | -------------- | ----------- | -------- |
| 1976 | "Mademoiselle" | Pop Singles | 36       |